# Chikilidae
Chikilidae – monotypowa rodzina płazów z rzędu płazów beznogich (Gymnophiona).

## Rozmieszczenie geograficzne
Rodzina obejmuje gatunki występujące w północno-wschodnich indyjskich stanach: Arunachal Pradesh, Asam, Meghalaya, Nagaland i Tripura; prawdopodobnie również w sąsiedniej Mjanmie i Bangladeszu.

## Systematyka
Rodzinę Chikilidae i rodzaj Chikila zdefiniował w 2012 roku międzynarodowy zespół zoologów (Indyjczycy Rachunliu G. Kamei, Ashish Thomas, Suresh Babu i Sathyabhama Das Biju, Hiszpan Diego San Mauro, Brytyjczycy David J. Gower, Emma Sherratt i Mark Wilkinson oraz Belgowie Ines Van Bocxlaer i Franky Bossuyt) w artykule zatytułowanym Odkrycie nowej rodziny płazów z północno-wschodnich Indii, mających starożytne powiązania z Afryką, opublikowanym w czasopiśmie „Proceedings of the Royal Society of London”. Gatunkiem typowym jest (oryginalne oznaczenie) Ch. fulleri.

### Etymologia
Chikila: nazwa Chikila używana w północnych Indiach (stan Meghalaya) przez lokalną ludność na określenie płazów beznogich.

### Podział systematyczny
Do rodziny należą jeden rodzaj z następującymi gatunkami:
- Chikila alcocki Kamei, Gower, Wilkinson & Biju, 2013
- Chikila darlong Kamei, Gower, Wilkinson & Biju, 2013
- Chikila fulleri (Alcock, 1904)
- Chikila gaiduwani Kamei, Gower, Wilkinson & Biju, 2013